# ناحیه رانگچنگ
رانگچنگ (به لاتین: Rongcheng District) یک سکونتگاه مسکونی در جمهوری خلق چین است که در جیه‌یانگ واقع شده‌است.